# Dreistachliger Stichling
Der Dreistachlige Stichling (Gasterosteus aculeatus, lat. aculeatus – stachlig) ist ein bekannter Fisch.
Wirtschaftlich ist der Dreistachlige Stichling weitestgehend bedeutungslos, durch seinen hohen Verbreitungsgrad und seine Robustheit ist er jedoch in breiten Bevölkerungsschichten bekannt und wurde bereits in der Systema Naturae von Carl von Linné beschrieben. Die Volkstümlichkeit dieses Fisches spiegelt sich auch in der Vielzahl der Lokalbezeichnungen wider: Rotzbarsch, Großer Stichling, Stachelbarsch, Stechbüttel, Wolf, Steckerling, Stichbeutel usw.
Sein komplexes Fortpflanzungsverhalten machte ihn zum beliebten Untersuchungsobjekt in der Verhaltensforschung. In Deutschland wurde er zum Fisch des Jahres 2018 ernannt.

## Verbreitung und Lebensraum
Der Dreistachlige Stichling kommt, mit Ausnahme des Donaudeltas, in ganz Europa, in Algerien, Nordasien und Nordamerika vor. Er bewohnt stehende und fließende Gewässer und lebt sowohl im Süßwasser als auch im küstennahen Salz- und Brackwasser. Typischerweise bewohnt er dort pflanzenreiche Areale mit sandigem oder schlammigem Grund.
Viele der im Küstenbereich lebenden Populationen wandern zur Laichzeit ins Süßwasser.
Die IUCN führt den Dreistachligen Stichling als „nicht gefährdet“.

## Merkmale
Der Dreistachlige Stichling erreicht eine Gesamtlänge von bis zu elf Zentimetern, wobei die Maximalgröße eher von den im Salzwasser lebenden Exemplaren erreicht wird. Der Körper ist im Vergleich zu den Vertretern anderer Stichlingsgattungen verhältnismäßig hochrückig. Dabei ist die relative Körperhöhe abhängig vom bewohnten Habitat; Salzwasserpopulationen und Bewohner großer Binnenseen bleiben gewöhnlich schlanker als Stichlinge aus Fließgewässern.
Weibliche und juvenile Tiere, sowie nicht fortpflanzungsbereite Männchen, tragen meist eine schlichte schwarzbraune Marmorierung auf hellem, silbrigen Grund. Der Rücken ist dabei dunkler gefärbt als die Bauchseite. Bei Salzwasserpopulationen ist der Silberglanz besonders ausgeprägt. Grundsätzlich variiert die Farbgebung in Abhängigkeit vom Lebensraum, es sind auch messinggelbe und vollkommen schwarze Populationen bekannt. Während der Laichzeit tragen adulte Männchen ein farbenfrohes Prachtkleid: Die Marmorierung weicht zurück und die Bauchseite färbt sich von der Schnauzenspitze bis zum Schwanzstiel intensiv orangerot. Der Rücken und die Iris der Augen nehmen ein helles Türkis an.

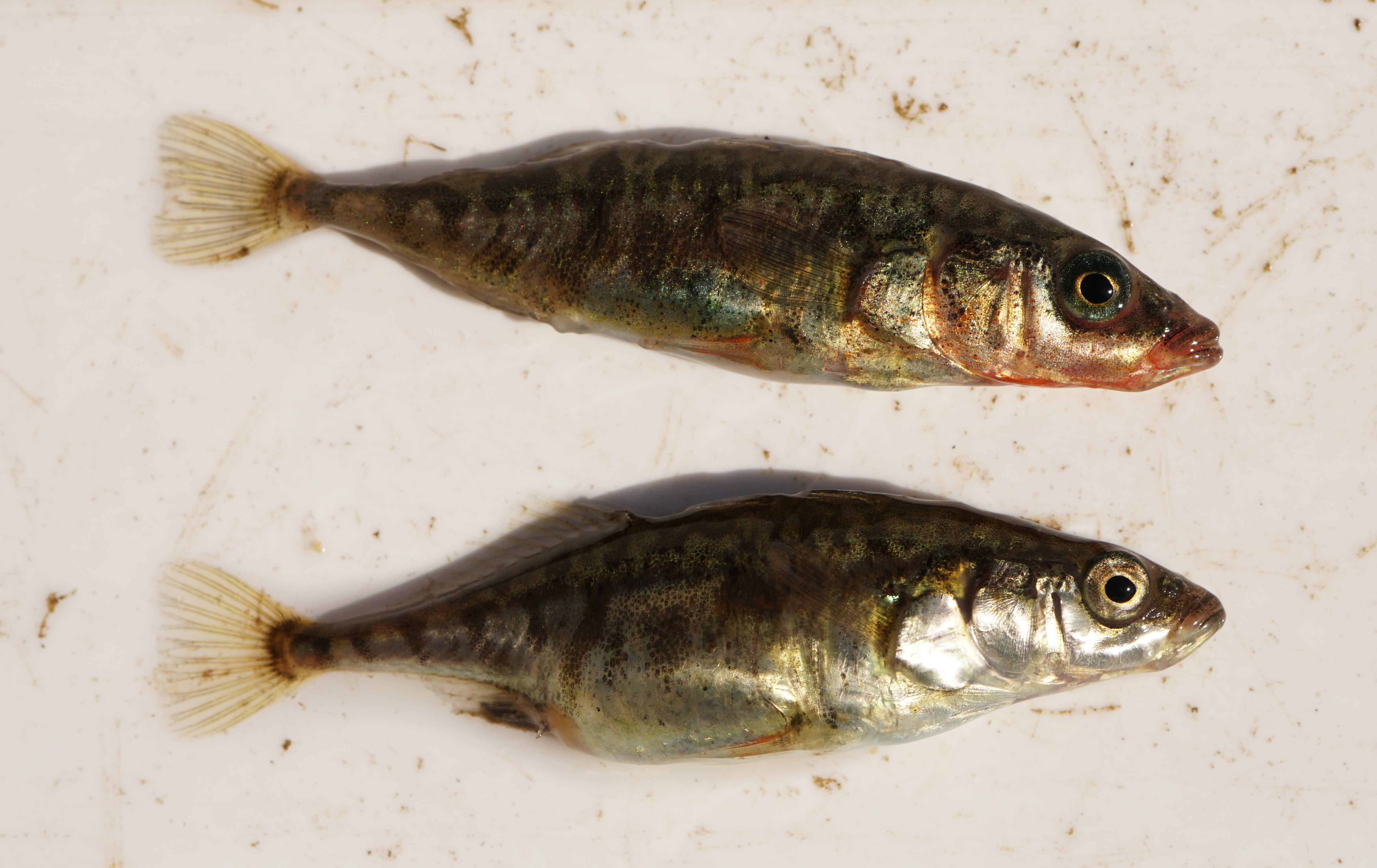
Männlicher Dreistachliger Stichling mit leicht rötlicher Laichfärbung und weiblicher

Wie alle Stichlinge trägt auch der Dreistachlige Stichling keine Schuppen. Er bildet jedoch dachziegelartig überlappende Knochenplatten aus, die Unterscheidungsmerkmal für drei erblich fixierte Varianten sind:
forma trachurus (komplett beschildet)
Die Körperseiten sind vom Kiemendeckel bis zum Schwanzstiel vollständig mit 29 bis 35 Schilden bedeckt.
forma semiarmatus (unvollständig beschildet)
Die Lateralschilde bestehen nur aus einer Reihe Knochenplatten und einem Caudalkiel auf der Vorderhälfte und den Schilden auf dem Schwanzstiel, dazwischen befindet sich ein nackter Bereich.
forma leiurus (gering beschildet)
Es befinden sich höchstens vier bis zehn Knochenplatten ohne Caudalkiel im vorderen Rumpfbereich.
Die Form trachurus durchläuft während ihrer Entwicklung Phasen mit zunächst geringer und danach unvollständiger Beschildung (Pädomorphose), bevor sie, dann mit einer Standardlänge von 2,2 bis 2,5 Zentimetern, eine vollständige Lateralplattenreihe ausgebildet hat. Bei den anderen beiden Varianten wird dieser Entwicklungsprozess in früheren Entwicklungsphasen abgebrochen. Die Form leiurus kommt ausschließlich im Süßwasser vor, während die beiden anderen marine Wanderformen darstellen.
Namensgebend und besonders auffällig sind die drei (selten vier) aufstellbaren Stacheln vor der Rückenflosse. Zwischen dem Kopf und der weichstrahligen Rückenflosse sitzen sechs Knochenplatten, deren dritte, vierte und sechste je einen der Stacheln tragen. Die Bauchflossen tragen ebenfalls je einen langen, kräftigen Stachel. Mit diesen vergrämenden Stacheln kann sich der Fisch vor dem Angriff größerer Fische in gewissem Umfang schützen, da die abgespreizten Stacheln beim Zubeißen die Lippen des Fressfeindes verletzen.
Die Brustflossen sind großflächig, da sie primär zur Erzeugung der Vortriebs verwendet werden. Das Schwimmen durch seitliche Schläge mit der Schwanzflosse hat nur noch untergeordnete Bedeutung und ist nur bei schneller Flucht oder Schwimmen gegen starke Strömungen relevant.
Anzahl der Flossenstrahlen:
- Dorsale 1 III(IV) (hierbei handelt es sich um die Rückenstacheln)
- Dorsale 2 10–14
- Anale I/8–11
- Caudale 12
- Pectorale 10
- Ventrale I/1

## Verhalten
Die überaus gewandten Schwimmer ernähren sich von zahlreichen Kleintieren (Insektenlarven, Würmer) aber auch von Fischlaich und -brut. Die Nahrungsaufnahme erfolgt häufig sehr gierig. So ist es zum Beispiel möglich, einen Dreistachligen Stichling an einem Wurm kurzzeitig aus dem Wasser zu heben, den er gerade zu verschlingen versucht.
Die im Vergleich zu anderen Stichlingsgattungen wirkungsvollere Defensivbewaffnung erlaubt es den Gasterosteus-Arten, ihre Nester nicht mehr im Schutz von mehr oder weniger dichter Vegetation zu errichten, sondern den Bodengrund verhältnismäßig deckungsarmer Areale zu nutzen. Zu Beginn der Laichzeit unternimmt das Männchen im ausgewählten Brutrevier zunächst mehrere Grabversuche und konzentriert sich dann auf eine Stelle, an der es eine flache Mulde aushebt. Bereits in dieser Phase beginnt es, Nistmaterial herbeizuschaffen, häufig werden Algen der Gattung Spirogyra eingesetzt. Stehen diese nicht oder nicht in ausreichender Menge zur Verfügung, kommen aber auch andere feinfädige Baustoffe zur Anwendung. Durch wiederholtes Ausspucken, Treibenlassen und Wiederaufnehmen wird das Baumaterial während des Transports zum Bauplatz auf seine Eigenschaften überprüft. Welche Kriterien dabei zur Anwendung kommen, ist aber noch unklar. Handelt es sich bei dem Nest um einen Zweit- oder Drittbau, werden die alten Nester häufig als Materialspender verwendet. Bei sich bietender Gelegenheit werden auch die Nester benachbarter Stichlingsmännchen „bestohlen“. In der ausgehobenen Grube wird das Material zunächst angehäuft und mit einem Nierensekret verklebt. Dabei streicht der Stichling mit gekrümmtem Körper und zitternden Schwanz- und Bauchflossen über das Nistsubstrat. Durch wiederholte Stöße mit dem Maul im Wechsel mit erneutem Verkleben wird die Konstruktion zunehmend verfestigt und im Bodengrund verankert. Hat der Bau eine ausreichende Größe erreicht, wird mit horizontalen Maulstößen zunächst eine seitliche Vertiefung und in der Folge die eigentliche Nisthöhle geformt. Ab diesem Zeitpunkt wird neues Baumaterial bevorzugt um den Eingang herum drapiert und verklebt. Wahrscheinlich zur Festigkeitsprüfung wird das Nest zwischenzeitlich immer wieder kräftig mit den Brustflossen befächelt. Gegen Ende der Bauphase bespuckt der Besitzer sein Nest noch mit Sand. Dabei werden insbesondere die Ränder der unmittelbaren Umgebung angeglichen. Schwimmt das Stichlingsmännchen in die Bruthöhle hinein und zwängt sich durch die weniger verfestigte Rückwand, ist das Nest fertig. Die Errichtung des Nistplatzes kann wenige Stunden, aber auch mehrere Tage in Anspruch nehmen. Die Baudauer hängt primär vom Testosteronspiegel des Männchens ab, sekundär aber auch von günstigen Rahmenbedingungen wie der Verfügbarkeit geeigneten Baumaterials und vor allem der Präsenz paarungswilliger Weibchen.
Sobald das Nest fertiggestellt ist, wird ein laichbereites Weibchen mit Bogensprüngen („Zickzack-Tanz“) angelockt. Dieses präsentiert ihren (der Eier wegen) prallen Bauch, woraufhin das Männchen ihr seitlich liegend den Nesteingang zeigt. Das Weibchen dringt dann in das Nest ein und laicht ab, während das Männchen mit dem Maul an ihrem Schwanzstiel und Rücken stochert („Schnauzentriller“). Unmittelbar darauf verlässt das Weibchen das Nest auf der dem Eingang gegenüberliegenden Seite, während die Eier vom Männchen besamt werden. Nach vollzogenem Laichakt vertreibt das Männchen seine Partnerin aus dem Brutrevier. Dieser Vorgang kann sich mit weiteren Weibchen wiederholen, die wiederum in einer Laichperiode bis zu sechsmal ablaichen können.

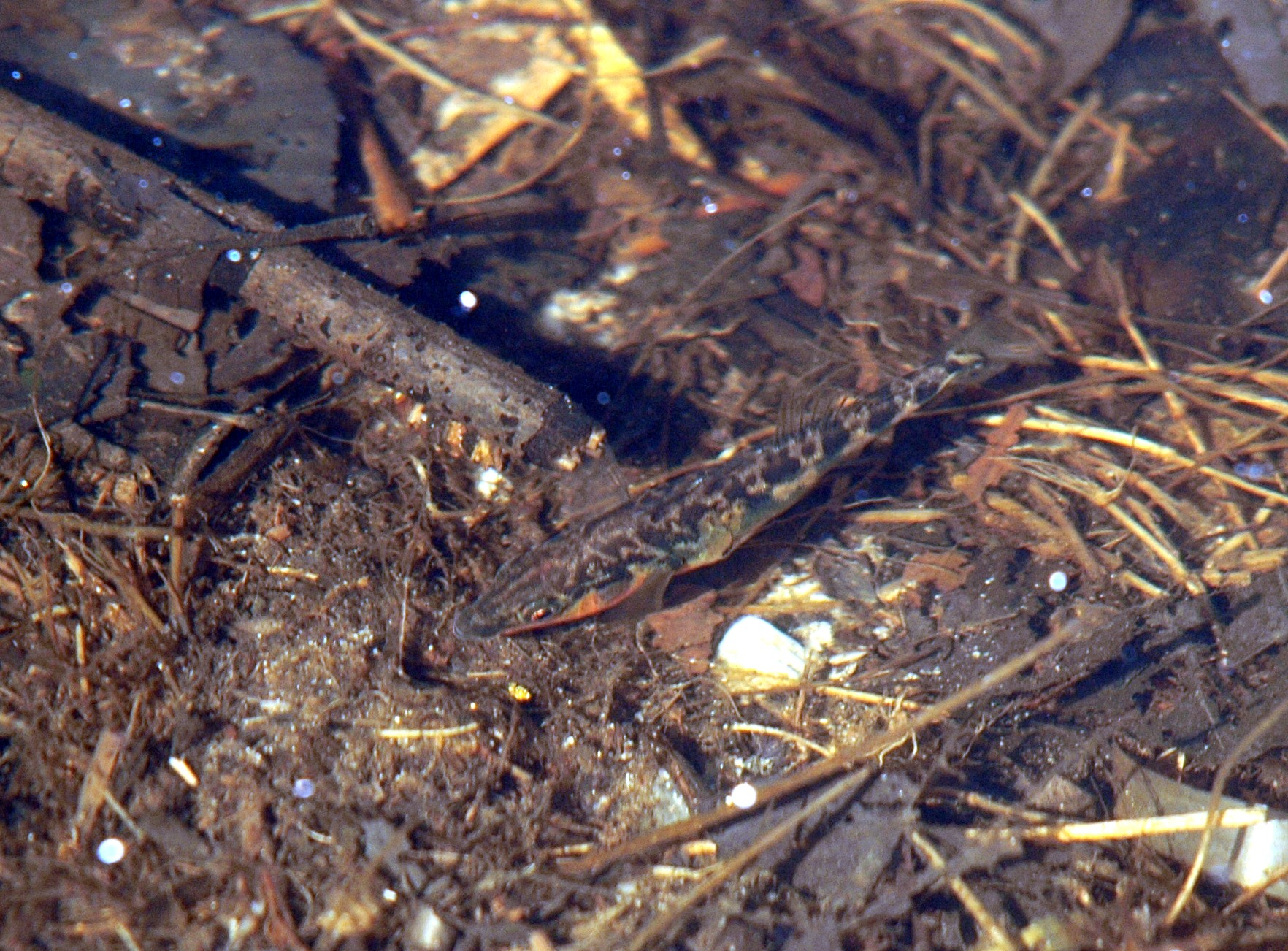
Ein Stichlingsmännchen befächelt seine Brut mit Frischwasser.

Den Schutz und die Pflege der Brut übernimmt das Männchen allein. Nach dem Ablaichen stellt es sich vor den Nesteingang und fächelt mit den Brustflossen ständig Frischwasser über das Gelege. Herausgefallene Eier werden durch das Männchen wieder eingesammelt und zurück ins Gelege gebracht. Die jungen Stichlinge schlüpfen nach sieben bis zwölf Tagen und bleiben dann noch einige Tage im Nest. Bei ihren ersten Schwimmversuchen werden sie noch vom Vater wieder eingefangen und ins Nest zurückgebracht. Während der gesamten Laich- und Brutpflegezeit verhält sich das Männchen ausgesprochen territorial. Besonders nach dem Schlupf der Jungen werden nicht nur Geschlechtsgenossen, sondern auch weibliche Stichlinge und artfremde Tiere attackiert (sofern es die Größe zulässt).
Die Laichzeit ist für beide Geschlechter äußerst strapaziös und viele Stichlinge sterben nach ihrer ersten Laichperiode. Außerhalb der Fortpflanzungszeit leben sie in losen Schwärmen.
Der Dreistachlige Stichling ist nicht besonders langlebig und erreicht nur ein Alter von zwei bis drei Jahren.

## Evolution
Nach dem Rückgang der Gletscher des letzten Pleistozän eroberte der ursprünglich marine dreistachlige Stichling das Süßwasser. Durch die Eroberung von neuen Lebensräumen, unterteilbar in Fluss- und See-Habitate, mussten sie sich durch natürliche Selektion an neue Gegebenheiten wie Fressfeinde, Nahrungsangebot, Versteckmöglichkeiten und andere Habitatsveränderungen anpassen. Aufgrund dieser verschiedenen Selektionsbedingungen  entwickelten sich verschiedene Phänotypen und es entstand ein bemerkenswerter Polymorphismus.
Dieser zeigt sich zum Beispiel in der Ausprägung der Lateralbeschildung in verschiedenen Habitaten. Die Lateralbeschildung dient hauptsächlich dem Schutz vor Fressfeinden und ist schon in den marinen Vorfahren voll ausgebildet. Mit der Besiedlung der Flüsse änderten sich jedoch die Selektionsbedingungen. Da es in Flüssen sehr viel mehr Versteckmöglichkeiten als im offenen Meer gibt, verlor die Wichtigkeit der Schutzschilde an Bedeutung. So konnten sich auch Phänotypen mit weniger gut ausgebildeter Beschildung durchsetzen. Folglich findet man in Flusspopulationen mehr unvollständig und gering beschildete Individuen als in den Populationen ihrer marinen Vorfahren.
Mit dem Erreichen der Flüsse breiteten sich die dreistachligen Stichlinge auch in den angrenzenden Seen aus, in welchen sie, wie ihre marinen Vorfahren, in eher offenem Wasser überleben mussten. Somit war es wiederum von Vorteil, eine gut ausgebildete Beschildung zu haben, da die dort lebenden Individuen ihren Fressfeinden durch weniger Versteckmöglichkeiten deutlich mehr ausgeliefert sind. So wurden die Individuen mit einer vollen Beschildung wieder bevorzugt selektioniert und dies führte zu mehr voll beschildeten Individuen in See-Populationen. Die gleichzeitige Selektion eines Merkmals in verschiedene Richtungen wird als parallele Evolution bezeichnet. Die Ausprägung verschiedener genetischer Variationen und deren ständigen Vermischung durch Migration führte zu einem Polymorphismus.
Verschiedene Forschungen versuchen die Beschildung im dreistachligen Stichling genetisch zu erklären und die verantwortlichen Gene zu identifizieren. Ein verantwortliches Gen, welches für die Beschildung kodiert, ist Ectodysplasin (EDA), es befindet sich auf Chromosom 4. Obwohl EDA für einen großen Teil der phänotypischen Ausprägung verantwortlich ist, erklärt es nicht 100 % der Merkmalsausprägung. Dies deutet nicht auf ein klassisch mendelsches Merkmal hin, sondern auf eine komplexere Interaktion von mehreren Genen bezüglich eines Merkmals.
Durch die parallele Evolution, die Ausbildung von Polymorphismen und die Abundanz in der ganzen Welt ist der dreistachlige Stichling zu einem wichtigen Modellorganismus in der Evolutionsbiologie geworden.

## Besonderes
Bedingt durch die vielfältigen Erscheinungsformen wurde der Dreistachlige Stichling viele Male neu beschrieben, so wurden zum Beispiel die Varianten trachurus, semiarmatus und leiurus früher als eigene Arten betrachtet. In der Folge existieren für diese Art mindestens 33 Synonyme.